# شركة جي دبليو آي
GWI (المعروفة سابقًا باسم GlobalWebIndex) هي شركة أبحاث جماهيرية أسسها توم سميث في عام 2009. حيث توفر الشركة رؤى الجمهور للناشرين و وكالات الإعلام و المسوقين في جميع أنحاء العالم.  إضافة إلى ذلك، فهي تقوم بإعداد ملفات تعريف للمستهلكين في أكثر من 48 دولة من خلال لجنة تمثل أكثر من 2.7 مليار مستهلك رقمي، مما يجعل المعلومات متاحة من خلال منصة تعتمد على الاشتراك.

## التاريخ
في أكتوبر/تشرين الأول 2012، فاجأت شركة GWI المحللين و المعلقين على وسائل التواصل الاجتماعي عندما زعمت أن تويتر و فيسبوك يتمتعان بمتابعين كبار في الصين و فيتنام التي رفعت لاحقا الحظر على فيسبوك، و هي البلدان حيث يتم حظر هذه الشبكات الاجتماعية من قبل حكوماتها. تم تداول القصة من قبل العديد من منافذ الأخبار بما في ذلك هافينغتون بوست و بلومبرج وفاينانشال تايمز ، حيث تم نسب ظهور VPN إلى العامل الأساسي الذي مكن مستخدمي الإنترنت الصينيين من التحايل على حظر مواقع الويب. بعد مرور ما يقرب من عقد من الزمان على تأسيس الشركة، و مع وجود عملاء بما في ذلك Google وSpotify وWPP وOmnicom Group، أغلقت جولتها الأولى من التمويل من السلسلة A في عام 2018.  جمعت الشركة 180 مليون دولار من التمويل من الفئة B في فبراير 2022، و بلغت قيمتها 850 مليون دولار.